# Седьмая раса
7раса (также «Седьма́я ра́са») — российская рок-группа альтернативной волны. Сформировалась осенью 1996 года в Москве из участников предыдущего проекта Александра Растича «К.О.С.» («Команда огнестрельного сочувствия»).

## История

### Начало творческого пути
Истоки группы лежат в 1993—1996 гг, в коллективе 'К.О.С.' («Команда Огнестрельного Сочувствия»), где Саша Растич с друзьями сочиняли и исполняли разнообразную музыку — от панка до регги с остросоциальным подтекстом.
Название «Седьмая Раса» появляется осенью 1996 года с подачи барабанщика Сергея Яценко. Основателями «Седьмой расы» стали Саша Растич, Сергей Яценко, Дима Мыслицкий (бас) и Дима Степанов (гитара). Через год Степанова сменил Костя Чалых, пришедший из группы «Hangover». Начало отсчёта истории группы принято считать осень 1997 года.
Чуть позже из группы «El Paso» приходит Макс Казаков (бас). Постепенно у большинства участников «7раса» возникает желание играть более жёсткую музыку. Группу покидает Сергей Яценко (барабаны), склонный к «мелкой» экспериментальной манере игры. Ему на смену приходит Пётр Тамбиев (ех-«El Paso», ех-«Собачьи маски»), закрепивший потяжелевший саунд группы. В этом составе «7раса» делает первую демозапись (9 песен). Осенью 99-го в клубе «U-2» состоялась презентация этого «живого альбома» группы, но уже с новым басистом Егором Подтягиным, которого Саша и Кот повстречали в Крыму, пос. Коктебель. В этот период «7раса» начинает активно концертировать и меняет барабанщика — вместо Петра Тамбиева приходит Серж Говорун (ех-«Dogz»), окончательно сформировавший «оттяжный» саунд группы.
Уже на период записи «Демо-99» многие слушатели отмечали яркость и поэтичность текстов Саши Растича с многообразием метафор и явными отсылками к творчеству некоторых писателей с мировым именем. Сам Растич не раз говорит о своём интересе к творчеству Достоевского, Кундеры, Буковски, братьев Стругацких и др.

«Седьмая Раса» — это группа людей, которые пытаются в музыкальной форме воплотить свои детские мечты и не желают взрослеть— Саша Растич, Интервью
С 2000 по 2008 года состав группы был неизменен:
- Саша Растич — вокал, гитара
- Костя Чалых — гитара
- Егор Подтягин — бас
- Серж Говорун — барабаны.

«7раса» начинает серьёзно репетировать, выступая с такими исполнителями как «Dolphin», «Кирпичи», «Небо Здесь». Осенью 2001-го музыканты презентуют свой первый макси-сингл в клубе «Точка» (при поддержке «Tracktor Bowling»).
Помимо этого, композиции группы вышли на сборниках: «Неон alternative-mix», «Неотстой (ч.2)», «Катапульта», «Рождённые в Nirvana-2», «Рождённые в Nirvana-3». Версии песен на этих пластинках подобны альбомным. В 2002 году выходит фильм о московском музыкальном андеграунде голландского режиссёра Яна Кёпера — «Неформат». Музыканты «Расы» принимали в нём самое непосредственное участие, фильм повествует о нелёгкой жизни начинающих альтернативных команд в России.

### Альбомы «1-й круг» и «Качели» (2003—2004 гг.)
В марте на собственном лейбле Indie-Go! выходит первый альбом группы «1-й круг». Позиционируя себя как последователей сиэтлской гранж-волны (Nirvana, Pearl Jam, Soundgarden) и лучших представителей альтернативного метала (Tool, Deftones), «7раса» создаёт свой собственный стиль, для удобства именуемый «гранж-кором». Жёсткий и бескомпромиссный диск. Треки «Вечное лето» и «1-й круг» впоследствии попадают в ротацию сиэтлского Интернет-радио «The Edge Fm». Помимо этого снимается клип «Первый круг», который становится вторым видео-творением группы (после «Вечного лета», клипа-нарезки из «Неформата»). Группа выступает на фестивале «Крылья», даёт сольные концерты в крупнейших городах России и ближнего зарубежья.
В декабре 2003 года компания «Мистерия звука» переиздаёт альбом «1-й круг»
В декабре 2004 года увидел свет новый альбом группы — «Качели». Пластинка была записана и сведёна на студии Добролёт (СПб) весной-летом 2004 г. звукорежиссёром Андреем Алякринским (Tequilajazzz). Помимо традиционных технологий и инструментов при записи также использовались некие Lo-Fi приборы, сделанные на основе детских игрушек (см. Lo-Fi-kid). В записи также принял участие и сам А. Алякринский, прописав партии слайд-гитары и шейкера.

«Единственное русское, что я слушал была „7раса“… качественная музыка».
— Аарон Льюис (Staind), Интервью
Первоначальным замыслом было выпустить сразу два альбома — две части — «Качели вниз» и «Качели вверх», первая — это движение качелей вниз, на ней треки очень «тяжелы» по своему восприятию, а вторая часть, будучи более светлой в настроениях — это движение качелей вверх. Но планы изменились, а потому материал вышел на единой пластинке. И, после этого, все концерты «Седьмой Расы» проходят по образу и подобию «Божественной комедии» Данте. Oбычно завершает концерт композиция «Три цвета». Композиция «Люди гибнут за попс» попадает в ротацию на «Наше Радио».
В 2005 году группа записывает и выпускает свой первый концертный DVD «Корабль бумажный», на котором запечатлён записанный 31 марта в клубе «16 тонн» акустический концерт группы. После первого успешного опыта «7раса» начинает часто давать подобные концерты, благодаря чему аудитория группы становится ещё более широкой и разнообразной. «Это в основном молодые творческие люди. Я их отмечаю по глазам, хорошим глазам. Хотя в последнее время наши концерты стала посещать и более взрослая публика, причём не только в Москве.» — сказал Саша Растич. Как оказалось, акустическая программа группы, состоявшая как из переработанных «электрических», так и изначально акустических песен, понравилась слушателям ничуть не менее более жёстких предыдущих работ: альбомов «1-й круг» и «Качели».

### Альбом «Иллюзия: Майя» (2006—2007 гг.)
2006 год группа проводит в гастролях, а также записи нового альбома. Саша Растич даёт первые акустические сольные концерты в России и СНГ.
26 ноября 2006 года выходит третья студийная пластинка группы — «Иллюзия: Майя». Диск был презентован в известном московском клубе «Апельсин» при скоплении неимоверного количества людей. Были сыграны как новые песни, так и проверенные годами «хиты» группы. Этот уникальный концерт-презентация позже лёг в основу концертного DVD «Напряженный концерт в Апельсине», выпущенного в 2007 году.
В 2007 году «7раса» отмечает своё 10-летие мощными концертами в турах по России и СНГ.
7 октября 2007 года «7раса» даёт праздничный концерт в любимом клубе Апельсин, на который были приглашены и бывшие участники группы.

### Альбом «Coda» (2008—2011 гг.)
В декабре 2008 года выходит пятый студийный альбом группы под названием «Coda». Этот альбом стал своего рода итогом десятилетнего творчества группы. Первый раз в истории коллектива эксперименты со звуком производились не как всегда в Питере, а на московской репетиционной базе. Но сводился диск всё-таки на питерской студии «Добролет». Саунд пластинки выдержан в сырых честных рокерских тонах. Презентация пластинки состоялась в новом московском клубе «CICterna Hall». «7раса» отыграла грандиозный объёмный концерт, состоявший из 29 песен. Но был ещё один важный момент. Тридцатым номером в программе стал неожиданный для всех сюрприз — презентация нового клипа на песню «Джа». В зале выключили свет, убрали баннер с изображением древнерусского солнца, и на белой оголённой стене, как на большом экране, все присутствующие увидели новое аудиовизуальное детище группы. «Джа» отличается от предыдущих хитов группы, таких, например, как «В поисках рая», «Чёрная весна», «Первый круг» или «Вечное лето»; она медленная, философская и «размышленческая». Клип снят киевскими друзьями музыкантов, в частности, при поддержке Василия Prozorow’а Переверзева из «ТОЛ», которого так же можно увидеть и в самом клипе.
После выхода нового альбома «Coda» в декабре 2008 года группу покинул гитарист Костя Чалых, полностью посвятивший себя группе «Мои Ракеты Вверх». Роль гитариста занял давний друг группы Роман «Рубо» Хомутский из липецкого коллектива «Los Bananas». В таком составе группа отправилась в самый продолжительный тур за свою историю, который охватил всего около 30 городов России, Беларуси, Украины и Прибалтики. Закончился тур в конце мая 2009 года в самой крайней точке России — Владивостоке. По итогу этого тура группой был снят получасовой документальный фильм «Coda-Tour», вышедший позднее на сингле «Солнце взойдет».
В начале 2009 года, отыграв 2/3 тура в связи с плотным гастрольным графиком обеих групп барабанщик Серж Говорун также покидает «7расу». Его место занимает Егор Юркевич.
1 октября «7раса» выпустила новый сингл под названием «Солнце взойдет». В него вошли всего 3 новые композиции, и группа снова пустилась в тур по городам. В самый разгар тура, 24 октября, неожиданно для музыкантов, группу покинул гитарист Денис Бурим и по этой причине концерт в Киеве был под угрозой срыва. Группу выручил бывший гитарист, Константин Чалых, который находился в то время в Киеве. Музыканты вместе сыграли один концерт и снова расстались. Как постоянный участник, на замену Дэну Буриму был утверждён Роман Хомутский. Тур был успешно завершён.
Группа «7раса» продолжает гастролировать по городам России, Саша Растич даёт сольные акустические концерты.

### Релизы синглов и альбом «Солнечное сплетение» (2012-2017 гг.)
15 апреля на портале ThankYou.ru состоялся релиз сингла «Р.Н.Г.» (Руки. Ноги. Голова). Запись работы осуществил Сергей Науменко на московской студии «Гигант рекорд», сведение и мастеринг принадлежат Сергею KNOB Любинскому (участник Киевской группы ТОЛ). Презентация сингла состоялась 20 апреля в Московском клубе «Milk». Осенью «7раса» отправляется во всероссийский юбилейный тур, посвящённый 15-летию группы.
В августе 2013 года группа выступила приглашённым гостем в рамках всероссийского конкурса Yamaha Band Contest, презентовав несколько новых песен, которые впоследствии вошли в долгожданный новый альбом.
Пятый по счету студийный полноформатный альбом группы «7раса» получил название «Солнечное сплетение». Название неслучайно — для работы над пластинкой были приглашены музыканты таких групп как «Адаптация Пчёл» (песни «Бархатом трав», «Реакторы», «Вода», «Вода узнаёт», «Колесо»), «Джан Ку» («Последний блюз»), «Sunsay» («Проснись!», «Придаток», «Вода узнаёт»), «Sakura» («Реакторы»), «Diggadgy» («Человек», «Миллионами проверено»).
Альбом «Солнечное сплетение» оправдал своё название, представив результат успешного сотрудничества разных групп. Проект был профинансирован с помощью краудфандинг-сайта Planeta.ru. Презентация альбома состоялась 29 ноября 2013 года в клубе «Москва Hall».
Весь 2014 год группа проводит в туре в поддержку альбома «Солнечное сплетение» по всем регионам России.
Песня «Алкоголь» попадает в ротацию на «Наше Радио».
29 июня «7раса» открыла своим выступлением третий день фестиваля Park Live, разделив сцену с такими известными исполнителями как Deftones, Mastodon, Wolfmother, Karnivool, Фил Ансельмо и др.
В начале года появляется новость о нескольких концертах группы в классическом составе 2000—2008 года: Саша Растича, Константина Чалых, Егора Подтягина, Сержа Говоруна.
28 февраля и 8 марта 2015 года состоялись два сольных концерта группы с «золотым составом» в Санкт-Петербурге и в Москве соответственно. Концерты вызвали ажиотаж среди публики, чего не ожидали ни организаторы, ни музыканты. Концерт в Москве снимался на видео, и в июле 2015 года снова был запущен крауд-файдинговый проект выпуска DVD «Весна в Театре». Он был презентован в сентябре того же года, и это стало началом новой страницы в творческой истории коллектива — состав группы перестал меняться и остался «классическим» на продолжительное время.
Весь 2016 год группа проводит в туре по России и ближнему зарубежью, периодически меняя состав.

### 20-летие группы и альбом «Avidya» (2017-2021 гг.)
7раса отмечает юбилей 20 лет громкими концертами по всей стране. Юбилейный концертный сезон выдался необычайно плодотворным для коллектива. Гастрольный маршрут охватил значительную часть России — с заездом в государства Балтии. Специально отобрав наиболее ударные номера за свою карьеру, 7раса весь год раскачивает залы мощью и энергией первородного альтернативного рока. В конце ноября группа презентует новый клип на песню «Любовь сбивающая с ног». Клип попадает в ротацию телеканалов О2TV и Наше TV.
Закрепился новый состав группы: Саша Растич, Константин Чалых, Егор Подтягин и Евгений Стадниченко.
В начале года группа выпускает два сингла «Зимняя сказка» и «Русская зима». На последний был снят клип с участием лидера панк-рок группы F.P.G. — Антона Павлова. Музыканты посвятили видео десятилетней годовщине ухода в бессмертие одной из главных икон русского рока — Егора Летова.
Летом коллектив впервые выступает на фестивале «Нашествие», после чего в сети появляются видео как сотни людей поют вместе с группой песню «Вечное лето».
В сентябре Саша Растич выпускает свою первую книгу, получившую название «На качелях». Книга повествует о становлении гранжа в России и появлении альтернативной музыкальной сцены на примере собственного жизненного опыта автора. Проект выпуска книги стартовал на краудфандинговой площадке «Планета ру» и сразу вызвал ажиотаж среди поклонников и получил большой резонанс в СМИ. В поддержку книги Саша Растич отправляется в большой сольный тур по России.
Осенью 2018 года исполняется 15 лет с момента выхода альбома 7Расы «1-й круг». Эта дебютная работа стала важной вехой не только в истории группы, но и в развитии всей российской рок-сцены начала нулевых. Многие коллеги по рок-сцене до сих пор отмечают силу и мощь этого альбома и признают его влияние на себя, как на поэтов и музыкантов. К юбилею музыканты выпустили ремастеренное переиздание «1-й круг» не только на привычном CD, но и на коллекционном двойном виниле. Презентация пластинки состоялась в Москве, Санкт-Петербурге, Нижнем Новгороде, Минске и Ярославле.
Всю весну Саша Растич выступал с сольными акустическими концертами в поддержку своей книги «На качелях» в разных городах. Кроме того, группа дала совместные концерты с группой «Пионерлагерь Пыльная Радуга» в Москве и Санкт-Петербурге. 29 марта группа выпустила сингл «Тесто».
Летом группа выступает на разных фестивалях, в том числе снова на «Нашествии», даёт концерт в Петербурге и второй год подряд устраивает концерт на корабле, плывущем по Москва-реке. Но, если в 2018 группа выступила с акустической программой «Корабль бумажный», то в 2019 программа состояла из песен разных альбомов.
18 июня в Adrenaline Stadium 7Раса сыграла небольшой сет перед выступлением группы Alice in Chains.
Осенью группа отметила 15-летие альбома «Качели» очередной серией концертов в России и переизданием этого альбома на двойном виниле. Так же 6 сентября группа выпустила сингл «Солнечный дом».
21 мая вышел седьмой альбом группы — «Avidya». Презентация альбома прошла 5 ноября в Москве. Группу покинули Константин Чалых и Егор Подтягин. Вместо них пришли Александр Ильчук и Андрей Острав.
7 октября группа выпускает сингл «Жалко» и даёт концерты с программой «ТЯЖЕЛОЕ!» в Москве и Санкт-Петербурге, где играет все самые мощные песни.
Саша Растич выпускает вторую книгу «На качелях. B-sides» и презентует её 16 и 17 октября в Санкт-Петербурге и Москве.

## Состав

### Текущий состав
- Саша Растич (настоящие имя и фамилия — Александр Сечёных) — вокал, гитара, основной автор песен (1996—наши дни)
- Андрей Острав — бас-гитара (2020—наши дни)
- Александр Ильчук — гитара (2020—наши дни)
- Сергей Иванов — ударные (2022—наши дни)

### Бывшие участники
- Сергей Яценко — ударные (1996—1999)
- Дмитрий Мыслицкий — бас-гитара (1996—1998)
- Дмитрий Степанов — гитара (1996—1997)
- Константин «Кот» Чалых — гитара (1997—2008, 2015—2020)
- Максим Казаков — бас-гитара (1998—1999)
- Пётр Тамбиев — ударные (1999—2000)
- Егор Подтягин — бас-гитара (1999—2020)
- Сергей «Серж» Говорун — ударные (2000—2009, 2015—2016, 2017)
- Роман «Рубо» Хомутский — гитара (2009—2010, 2012—2015)
- Егор Юркевич — ударные (2009—2015)
- Денис Бурим — гитара (2010—2011)
- Андрей Синицын — ударные (2016—2017)
- Евгений Стадниченко — ударные (2017—2022)

## Дискография

### Студийные альбомы
- 2003 — «1-й круг»
- 2004 — «Качели»
- 2006 — «Иллюзия: Майя»
- 2008 — Coda
- 2013 — «Солнечное сплетение»
- 2020 — Avidya
- 2024 — Гранж

### Другие релизы
- 2022 — 7жизней (заново перезаписанные в 2022-м году «классические» песни группы)

### Демо
- 1999 — Демо-альбом

### Синглы
- 2001 — «Седьмая Раса»
- 2009 — «Солнце взойдет»
- 2012 — «Р.Н.Г.»
- 2017 — «Любовь сбивающая с ног»
- 2018 — «Зимняя сказка»
- 2018 — «Русская зима»
- 2018 — «Иди домой»
- 2019 — «Тесто»
- 2019 — «Солнечный дом»
- 2021 — «Жалко»
- 2022 — «4+1»
- 2023 — «Птички»

### Концертные альбомы
- 2006 — «Корабль бумажный»

### Видео
DVD
- 2006 — «Корабль бумажный»;
- 2007 — «Напряженный концерт в „Апельсине“»;
- 2015 — «Весна в Театре».

Клипы
- «1-й круг»;
- «Вечное лето»;
- «Оставь нам боль»;
- «Май»;
- «Снаружи всех измерений»;
- «Джа»;
- «Любовь сбивающая с ног»
- «Русская зима» (feat. Антон Пух группа FPG)
- «Солнечный дом»
- «Иди домой»
- РАСТИЧ feat. Вася В. — «Малыш» /2021; первый клип side-проекта Саши Растича/

### Кино
- 2002 — «Неформат», реж. Ян Куипер;

### Интервью
- Александра Панферова. "7 раса" не желает взрослеть (24 сентября 2008). — Интервью. Дата обращения: 27 апреля 2010. Архивировано из оригинала 15 февраля 2012 года.
- Neformat. 7Раса. "Стремление к искренней музыке..." (2005). — Интервью. Дата обращения: 27 апреля 2010. Архивировано из оригинала 30 октября 2005 года.
- XX лет тепла и света группы 7Раса — Интервью с Александром Растичем в журнале Яркуб, 25 апреля 2017 года.